# Куше, Жак
Жак Куше, или Куше-отец (фр. Jacques Couché, Couché père; 23 сентября 1750, Гурне-сюр-Марн — 5 января 1832, Париж) — французский рисовальщик и гравёр, торговец гравюрами.

## Биография
Куше был родом из Гурне-сюр-Марн (Иль-де-Франс), местечка в 17 км от Парижа. Учился гравированию у Жана-Шарля Ле Вассёра и Жан-Жака Альяме. Со временем Жак Куше стал мастером-виртуозом в технике гравюры резцом.
В 1781 году Жак Куше стал одним из нескольких десятков авторов сборника «Кабинет гравюр господина Пулена» (Сabinet en gravures de monsieur Poullain), который был напечатан в виде альбома, озаглавленного «Собрание ста двадцати гравюр», издателем-гравёром Пьером-Франсуа Базаном совместно с Этьеном-Леоном Пуаньяном.
В 1783—1784 годах герцог Луи-Филипп I Орлеанский выбрал Куше своим официальным гравёром и поручил ему гравировать картины из своей коллекции в парижском дворце Пале-Рояль и в других резиденциях. Это была огромная работа, поскольку коллекция насчитывала не менее пятисот картин. Вначале герцог поручил создание рисунков Антуану Борелю, Жану-Батисту Викару и другим художникам. По рисункам выполняли гравюры резцом и офортом. Первый том вышел из печати в 1786 году под названием «Галерея Пале-Рояля» (Galerie du Palais-Royal). Куше работал и далее над гравюрами почти двадцать лет, несмотря на революционные события. Следующие два тома вышли из печати в 1808 году. Куше для этой работы пришлось нанять множество сотрудников, в том числе Жана Дамбрена, Франсуа Декевовиллера, Луи Гарро, Анри и Карла Гуттенбергов, Робера де Лоне, Массара, Эрнеста Мораса и других.
В Париже Куше имел свои магазины по торговле эстампами. В истории Парижа известны три магазина, носившие имя «J. Couché»: первый на улице Фоссе-Сен-Жермен-де-Пре, 42 (до 1780 года), затем на улице Сен-Гиацинт, 51 (до 1789 года) и последний на улице де ла Арп (в 1808 году).
Жак Куше был женат на Антуанетте-Констанции де Пуайи, наследницe большой семьи гравёра и издателя Франсуа де Пуайи из Абвиля (она скончалась в апреле 1789 года). В 1782 году в семье родился сын Франсуа Луи Куше, который также стал рисовальщиком и гравёром. Куше-отец умер 5 января 1832 года в Париже; на следующий день его похоронили на кладбище Монпарнас.

## Галерея

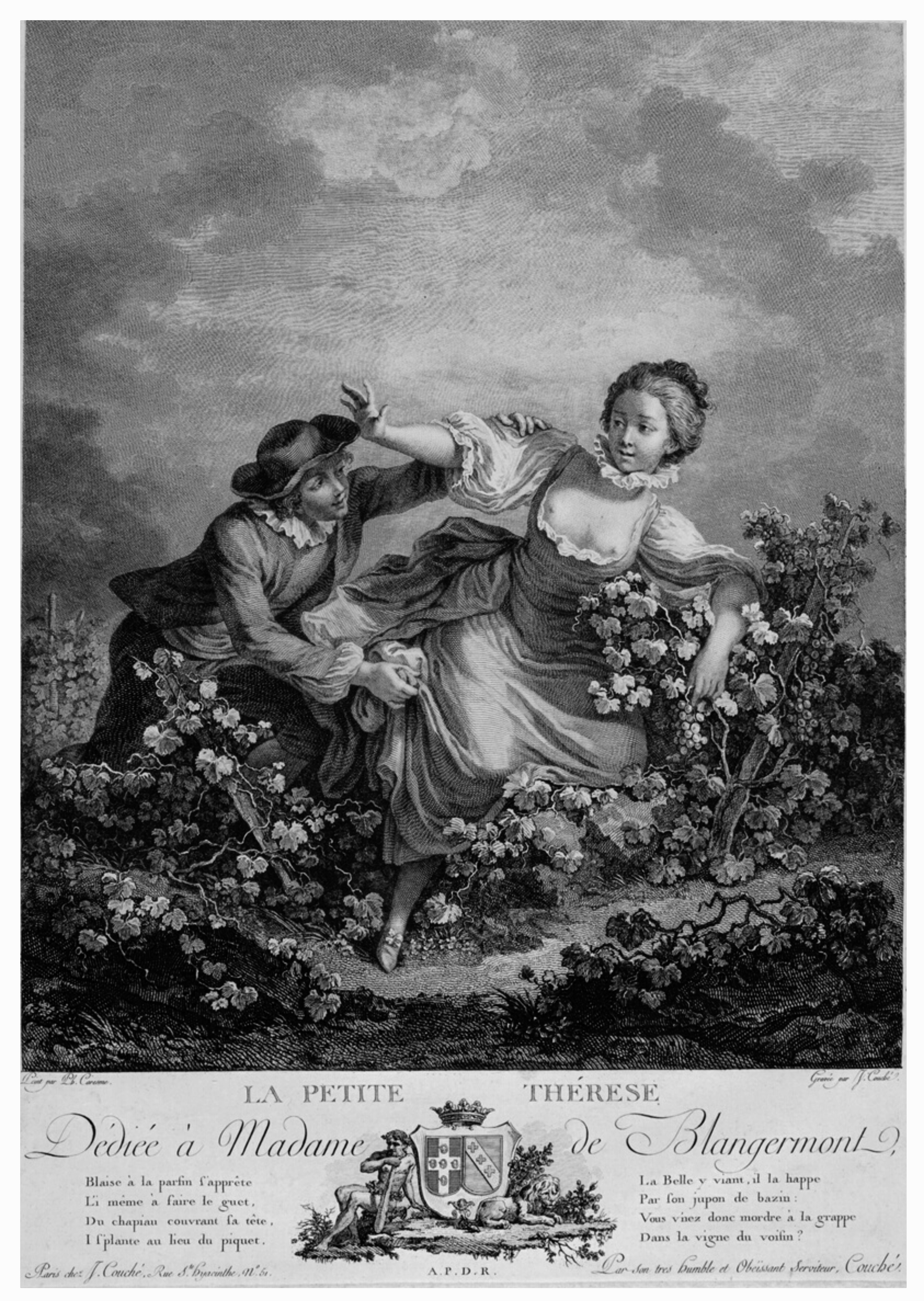
Малышка-Тереза. Между 1783 и 1799. Ж.-О. Фрагонара. Офорт, резец
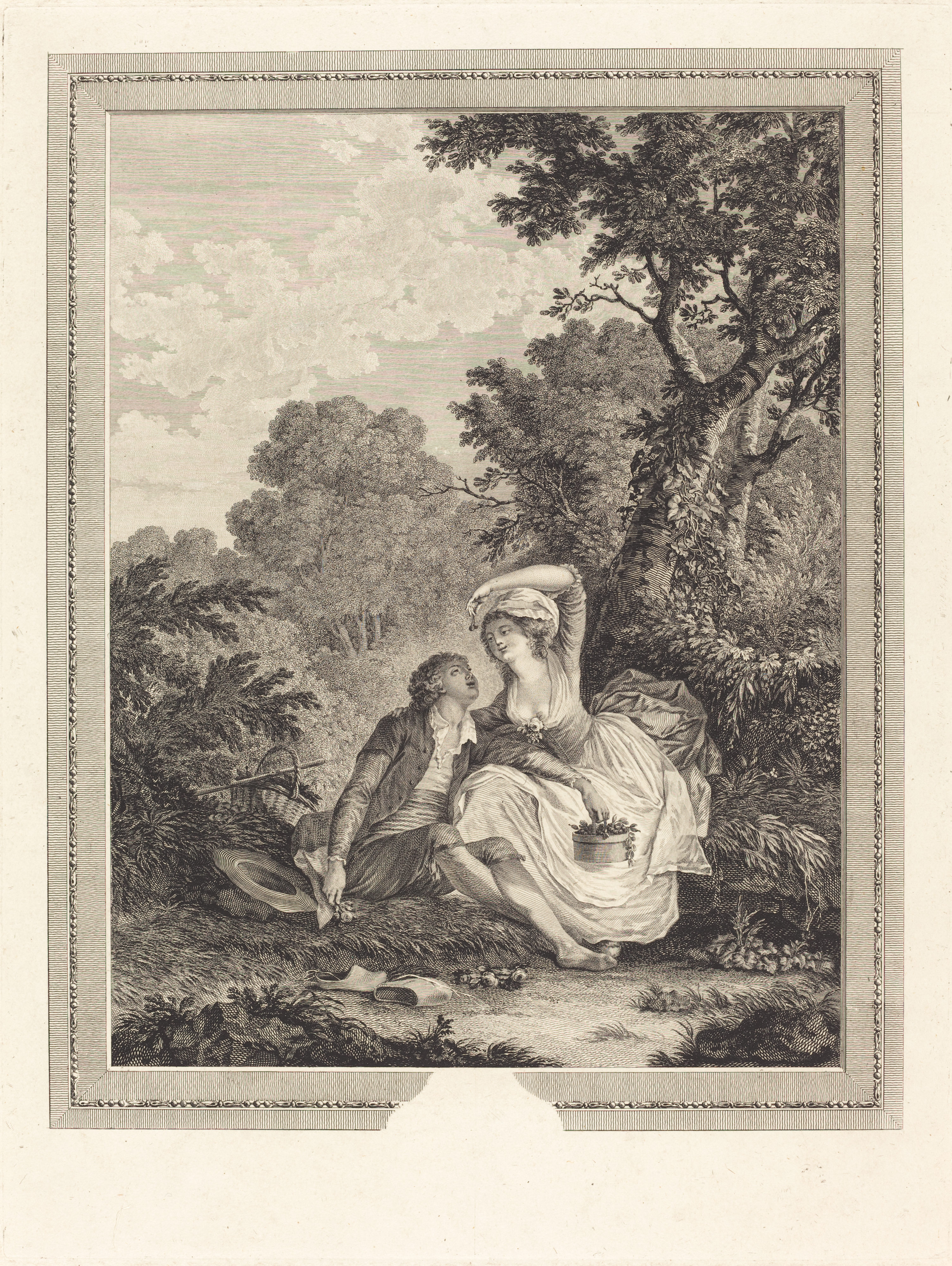
Галантная сцена. По оригиналу Н. Лоранса. 1784. Офорт, резец
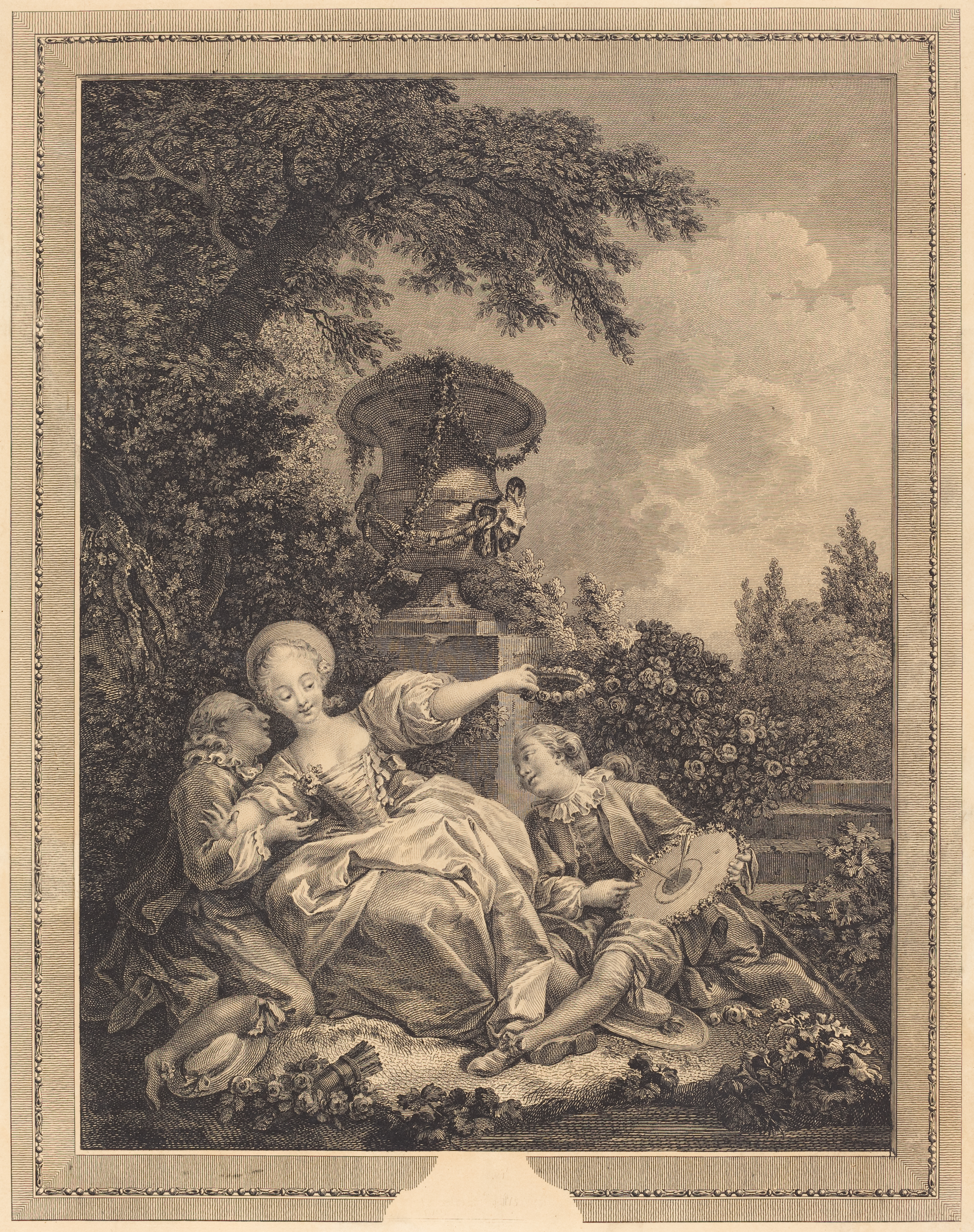
Кокетка. По картине Ж.-О. Фрагонара. Офорт, резец
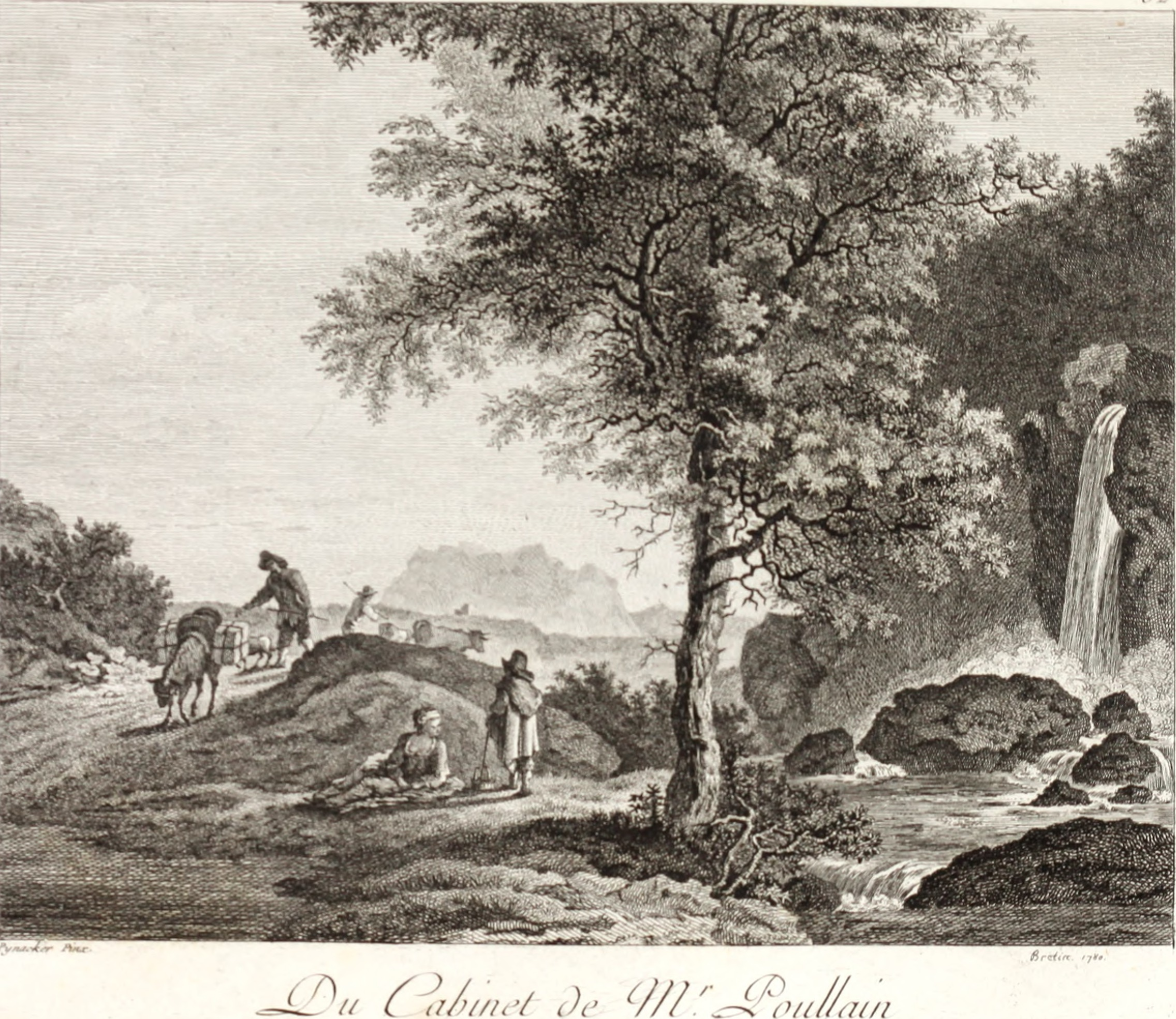
Горный пейзаж с водопадом и путешественниками. По картине А. Пейнакера. 1781. Из издания «Кабинет гравюр господина Пулена» (Сabinet en gravures de monsieur Poullain). Офорт, резец
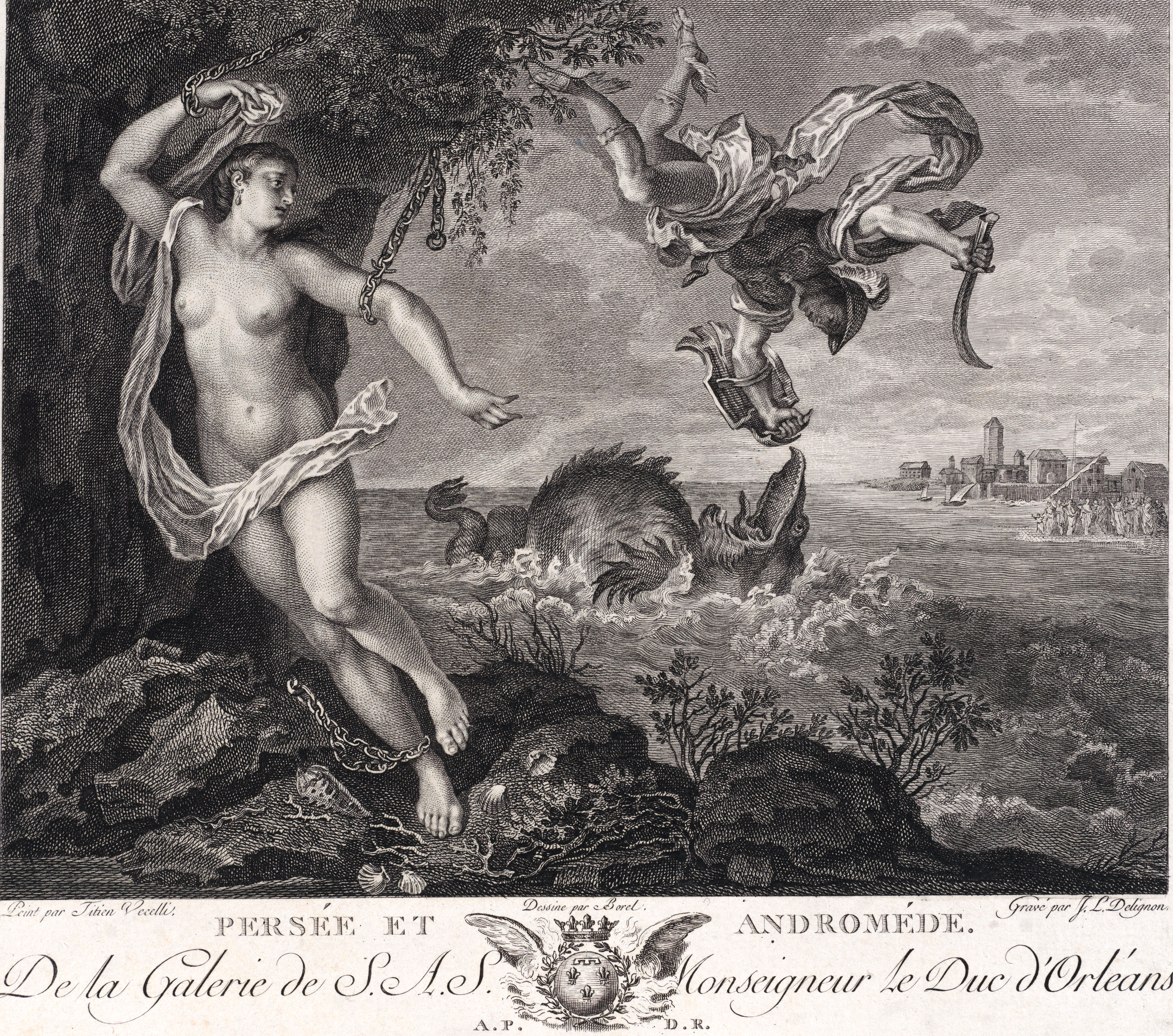
Персей и Андромеда. По картине Тициана. 1786. Из издания «Галерея Пале-Рояля» (Galerie du Palais-Royal). Офорт, резец
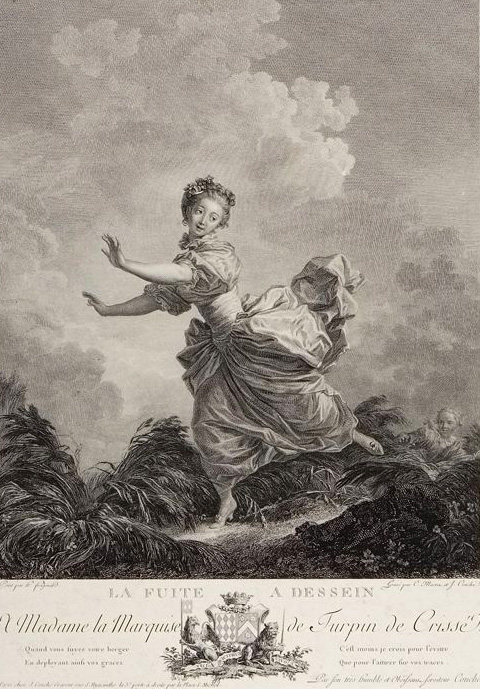
Притворный побег. По картине Ж.-О. Фрагонара. Совместно с Ш.-Ф.-А. Макре. Офорт, резец
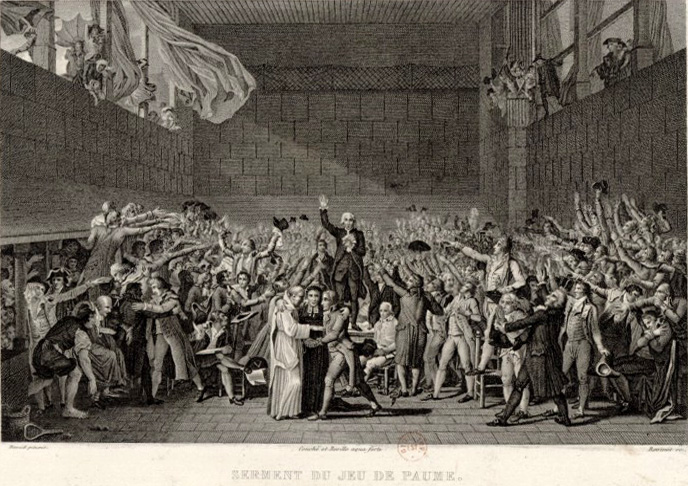
Клятва в зале для игры в мяч в Версале 20 июня 1789 года. По картине Ж. Л. Давида. Офорт, резец